# いつの間にテレビ
いつの間にテレビ（いつのまにテレビ）は、かつてニンテンドー3DS向けに展開されていた、日本テレビおよびフジテレビの共同制作による3D映像コンテンツ配信サービス。
2011年6月21日よりサービスを開始。1年後の2012年6月20日にサービスを終了した。

## 概要
ニンテンドーeショップでクライアントソフトウェアの「いつの間にテレビ」をダウンロード（無料）することで視聴できた。
いつの間に通信により日替わりのコンテンツがダウンロードされ、SDメモリーカードに保存、前日のコンテンツは自動消去されていた。
各番組は2分弱～3分弱で途中にCMが入るが、CMによっては立体視でないものも含まれた。サービス末期には3DS用ソフト（主に任天堂の3DSダウンロードソフト）のCMも含まれていた。
メニューにある広告ギャラリーを選択すると、各番組で流れるCM動画や下画面に表示される広告画像をいつでも観る事ができた。CMによってはスポンサーのHPにリンクする項目が出現し、3DSのインターネットブラウザーを起動して行く事ができた。3DSダウンロードソフトのCMの場合は、eショップの該当ページに直接行くことができた。

## 配信されていた番組

### 日本テレビ
- 日テレ どうぶつDEカレンダー（2012年4月9日から6月12日まで月～金配信だった）
動物の映像とその日の干支占いを配信。ナレーターは杉上佐智枝→佐藤良子（共に日本テレビアナウンサー）。
- ぶらり特選 鉄ビュー3D
「ぶらり途中下車の旅」撮影スタッフによる運転席からの風景映像。ナレーターは滝口順平→藤村俊二。
- マジック教室3D（毎日配信されていたが、2011年9月26日より12月30日までは月～金配信だった）
ナポレオンズによる簡単なマジックが実演され、翌日にそのタネの解説があった。
週1～2回ほどSpecialとして、ナポレオンズをはじめとしたプロマジシャン（他に前田知洋、Dr.レオン、北見伸、タジマジックなど）による本格マジック披露があった。Specialの日は解説は行われなかった。
- 東北魂の祭 笑顔で泣く（2011年8月23日から29日まで毎日配信）
東北六魂祭の映像。
- すっぴん♥日テレジェニック（2011年9月24日より12月31日まで土・日配信）
- 岩清水梓の夢をかなえるサッカー教室（2012年2月14日から27日まで毎日配信）
日テレ・ベレーザの岩清水梓によるサッカー技術の説明。収録当時、岩清水は負傷療養中だったため[3]、同僚の永里亜紗乃が実演を担当した（キーパーはコーチの来龍哉）。
- 東北2012冬 子どもたちの祭り ～僕たちは未来を創る～（2012年3月11日から17日まで毎日配信）
- ぶらり特選 船ビュー3D（2012年4月10日から5月16日まで毎日配信）
「ぶらり特選 鉄ビュー3D」の船バージョン。なぎら健壱らが出演。
- 週末は大道芸（2012年4月7日から6月2日まで毎週土・日配信）
毎回1人のパフォーマーが大道芸を披露。CM明けには大技に挑戦した。同じパフォーマーが頻繁に出演することが多かった（演目は毎回違う）。
- JAL×787（2012年6月13日から20日まで毎日配信）
JALのボーイング787を紹介する。「どうぶつDEカレンダー」の後番組として放送された。
- MESSAGE FROM OUTER SPACE 宇宙人からの警告（不定期配信）
宇宙人からの緊急メッセージという設定で不定期に放送された。基本的な内容は様々な地球外生命体が地球人に向けたメッセージを「(有)汐留宇宙研究所」なる研究機関が受信した、という設定の3DCGアニメーションである。また、単独番組となった際にOPの後に先述の設定を踏まえた断り書きが表示されるようになったほか「不快に感じられた方は直ちに視聴をおやめください」の注意も併記されていた。監督はアートディレクターの田中秀幸。製作協力はAX-ON。なお、番組に登場する宇宙人の声の出演を担当している声優はクレジットされなかった。
単独番組化前までは電波ジャックを意識した演出となっていて、放送される場合上記のいずれかの番組のタイトル表示後に画面が乱れてこちらに切り替わる。その場合、本来の番組は翌日以降に繰り下げとなっていた。なお、いつの間にテレビのメニューのアイコンをよく見ると上記のいずれかの一つのタイトルアイコンに変化が見られ、この宇宙人からの警告がその枠で配信される日とわかる（番組説明も本来のものとは通常と少し違う）。ちなみに最初の配信はマジック教室3Dの枠であったが、タイトルアイコンも番組説明もこの宇宙人からの警告の事には一切触れられていなかった。2012年4月27日からは独立番組として配信されるようになったが、従来と同様、配信される場合は『マジック教室3D』と『ぶらり特選 鉄ビュー3D』のいずれかが休止されていた。

### フジテレビ
- アイドリング!!!
録りおろしのコーナーを毎日2-3分程度に編集して放送。
- 日刊トビダス
時事ネタコント番組。金剛地武志、石田紗英子、ハマカーン、松本まりからが出演。
- 3Dちょうこくの森（2011年11月25日まで月～金配信）
箱根 彫刻の森美術館や美ヶ原高原美術館など、全国各地の彫刻作品の紹介。
- ENJOY! SPORT（土・日配信）
スポーツ選手へのインタビュー、スポーツのコツなどを配信。
- まいにち☆3Dデート（2011年11月28日から2012年6月20日まで月～金配信）
女性アイドル（男性の場合もあり）とデートを疑似体験。